# Chrysis fasciata
Chrysis fasciata är en stekelart som beskrevs av Olivier 1790. Chrysis fasciata ingår i släktet Chrysis, och familjen guldsteklar. Enligt den svenska rödlistan är arten sårbar i Sverige. Arten förekommer i Götaland. Arten har tidigare förekommit på Öland men är numera lokalt utdöd. Artens livsmiljö är skogslandskap.